# Сремская операция (1914)
Сремская операция (серб. Сремска офанзива, 6 сентября — 13 сентября 1914) — военная операция во время Первой мировой войны, в ходе которой сербская армия попыталась захватить Срем. Сербским войскам не удалось развить наступление в Среме, во многом из-за плохого состояния материальных и технических средств для форсирования рек и контрудара австро-венгерских войск у Митровицы.

## Перед операцией
После победы при Цере, французская и русская стороны стали требовать от сербской армии провести наступление против австро-венгерских войск с целью привлечь на себя как можно больше австрийских войск. В конце августа главнокомандующий русской армии Николай Николаевич активно требует, чтобы сербы перешли в наступление. Главнокомандующий сербской армии Радомир Путник, ответил на это, что сербская армия не располагает достаточными средствами, запасами и вооружением, чтобы немедленно перейти в наступление. Однако премьер-министр Сербии Никола Пашич не мог отказать русской стороне, которая также оказала большую помощь Сербии в начале войны. Вскоре Пашич приказал Путнику разработать план наступления.
По плану сербского командования в наступлении на Срем, должны были участвовать подразделения 1-й и 2-й армий. 1-я армия концентрировалась на Саве, должна была её форсировать и наступать в Среме, 2-я армия также должна была оказывать поддержку частям 1-й армии при наступлении. Также планировалось в случае успешного наступления, что 3-я армия, форсировав Дрину перейдет в наступление на Вышеград при содействии черногорской армии.

## Боевые действия
6 сентября части 1-й сербской армии начали форсирование Савы, форсировав реку, сербские войска начали наступление, преодолевая слабое сопротивление не многочисленных австрийских подразделений. В первых боях сербским войска удалось захватить в плен около 270 солдат противника, потеряв 97 убитыми и ранеными.
Однако Тимочская дивизия сербов при переправе «из-за отсутствия участка моста» понесла большие потери и была фактически уничтожена австро-венгерскими войсками (только пленными сербы потеряли 4880 солдат и 62 офицера). Однако переправившиеся сербские соединения продолжали наступление в Среме, заняли Митровицу и проникли на 30 км вглубь австрийской территории. Наступление сербов обеспокоило австрийское командование, которое начало готовить контрудар под руководством генерала Крауса. Австро-венгерское командование сформировав группировку из 7-й и 29-й пехотных дивизий и некоторых частей 8-го корпуса. 10 сентября австрийским войскам удается провести удачную контратаку у Митровицы в которой сербская Шумандийская дивизия понесла тяжёлые потери. Также в начале сентября австро-венгерские войска начали крупное наступление на Дринском фронте. После этого сербское командование принимает решение завершить операцию в Среме и вывести все войска на территорию Сербии. 12 сентября началась операция по выводу сербских войск из Срема. 13 сентября все сербские войска покинули Срем.

## Итоги
В последующие дни австрийские войска генерала Крауса, форсировав Саву в некоторых местах вторглись на территорию Сербии, однако контратаки 2-й сербской армии остановили дальнейшее продвижение австрийских войск. В Сремской операции сербские войска понесли тяжёлые потери потеряв около 7 000 солдат и офицеров убитыми, ранеными и пленными. Наступление в Среме не принесло ожидаемых результатов, сербы понесли тяжёлые потери и не сумели захватить Срем. Однако это наступление показало способность сербских войск проводить наступления против сильного противника.